# Kazunari Ōno
Kazunari Ōno (大野和成?, Ōno Kazunari; Jōetsu, 4 agosto 1989) è un calciatore giapponese, difensore dello Shonan Bellmare.

## Caratteristiche tecniche
È un difensore centrale.

## Carriera

### Club
Ha giocato nella prima divisione giapponese.

### Nazionale
Ha giocato nella nazionale giapponese Under-19.

## Palmarès

### Club

#### Competizioni nazionali
- Coppa J. League: 1

Shonan Bellmare: 2018